# Christian Adalbert Kupferberg

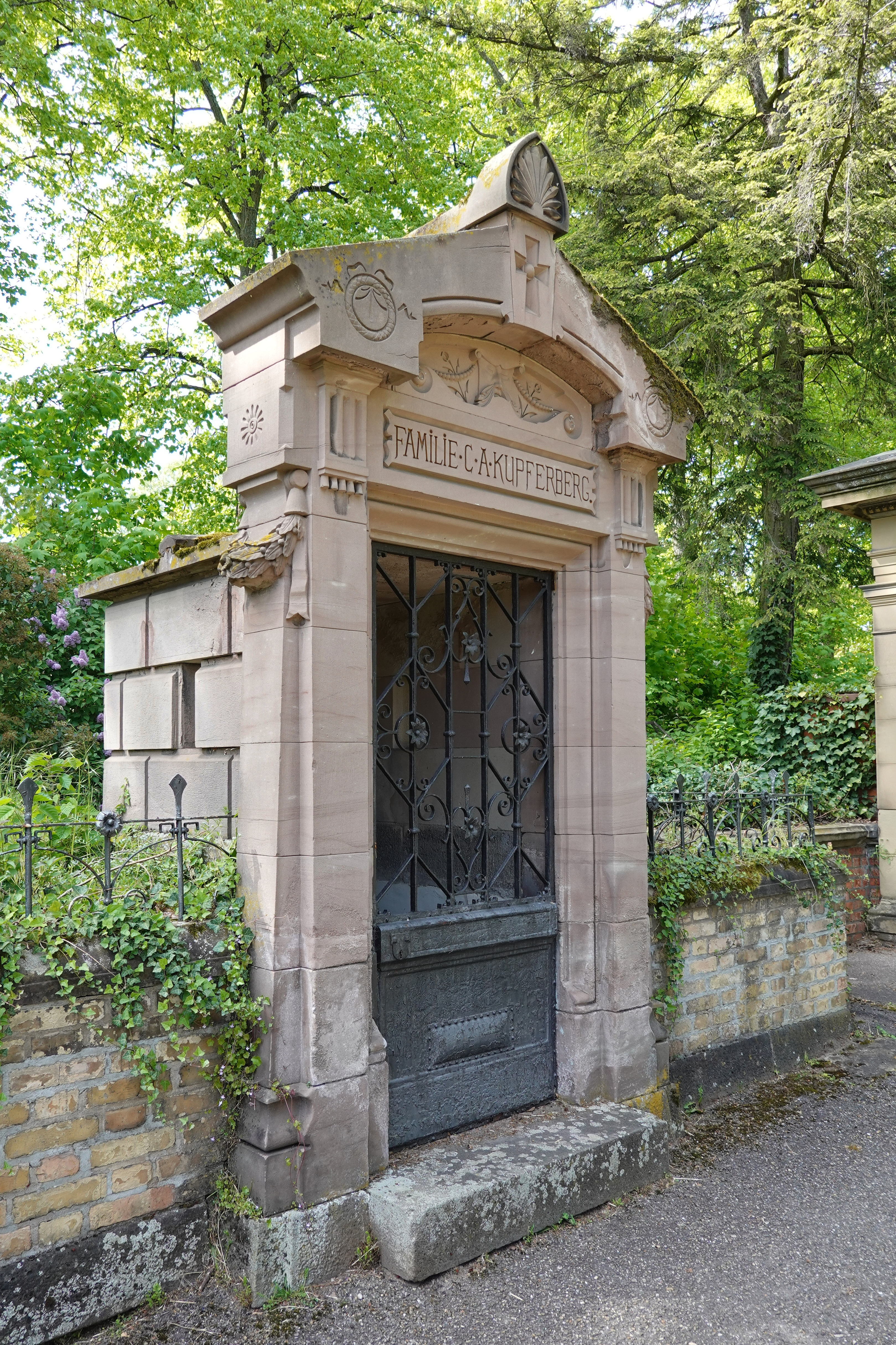
Ruhestätte von Christian Adalbert Kupferberg auf dem denkmalgeschützten Hauptfriedhof Mainz

Christian Adalbert Kupferberg (* 18. April 1824 in Kriegsheim bei Worms; † 9. August 1876 in Mainz) war der Gründer der Sektkellerei Kupferberg (1850) in Mainz.

## Ausbildung
Kupferberg war der Sohn eines Großherzoglichen Districteinnehmers. Seine berufliche Laufbahn begann er 1843 mit einer Ausbildung zum Exportkaufmann im Handelshaus Reiss in Mannheim. Sein berufliches Fortkommen wurde nach einem Duell, wegen Beleidigung seiner Braut, durch die sich anschließende Festungshaft in Babenhausen unterbrochen. 1846 setzte er seine Karriere im Weinhandelshaus Renz in Worms, für das er erstmals London besuchte, fort.

## Unternehmertum
Mit seinem Partner Robert Kempf aus Mainz gründete er im Jahre 1847 in Neustadt an der Weinstraße die Firma Kempf & Kupferberg Fabrication moussirender Weine. 1850 trennten sich die Unternehmer, und Christian Adalbert Kupferberg siedelte sich mit einer eigenen Sektkellerei in Mainz an. Damals gab die Festungskommandantur wieder einmal ein Gewerbegelände innerhalb der Festung Mainz frei. Bis dahin war der Kästrich mit Reben bepflanzt.
Kupferberg verschrieb sich dem Export von moussirenden Weinen: Moussirender Rheinwein, Moussirender Moselwein, Moussirender Hochheimer, Sparkling Moselle. Bereits zwei Jahre nach Firmengründung erkannte er den Wert der Marke und ließ sich die Marke Kupferberg Gold schützen. Kupferberg Gold zählt zu den ältesten deutschen Marken überhaupt. Markenschutz und Printwerbung sollten die treibende Kraft für den Aufstieg seines Unternehmens bilden, aber auch moderne Transportwege, wie die Eisenbahn, die ab 1853 auch in Mainz in Betrieb ging und wichtige Absatzgebiete wie England näher an die Kellerei rücken ließ.
Auf der Weltausstellung in London 1862, konnte er neben Kupferberg Gold bereits zwei weitere Marken präsentieren. Kupferberg war mittlerweile wichtiger Unternehmer in Mainz und reiste 1873 als Mitglied einer Mainzer Delegation nach Berlin, um dort um die Schleifung eines Teiles der Befestigungen von Mainz zu erbitten. Dort konnte er seine persönlichen Beziehungen zu Otto von Bismarck nutzen, der ihm eine Audienz beim Kaiser verschaffte. Bismarck wohnte und arbeitete während des Deutsch-Französischen Krieges mehrere Tage im Hause Kupferberg, von wo aus man das Glacis von Mainz gut beobachten konnte, und richtete sich dort ein Bureau des Auswärtigen Amtes ein. Die Mission war nicht sofort ein Erfolg, unterstützte aber wesentlich die Forderungen der Stadt zur späteren Ausdehnung.

## Familie
Kupferberg hatte acht Kinder.
- Seine Tochter Constanze heiratete 1869 den Champagnerfabrikanten Arthur Bricout aus Épernay; und so pflegte er enge Beziehungen und familiäre Bindungen zur Champagne.
- Sein Sohn Franz wurde sein erster Unternehmensnachfolger (bis 1903).

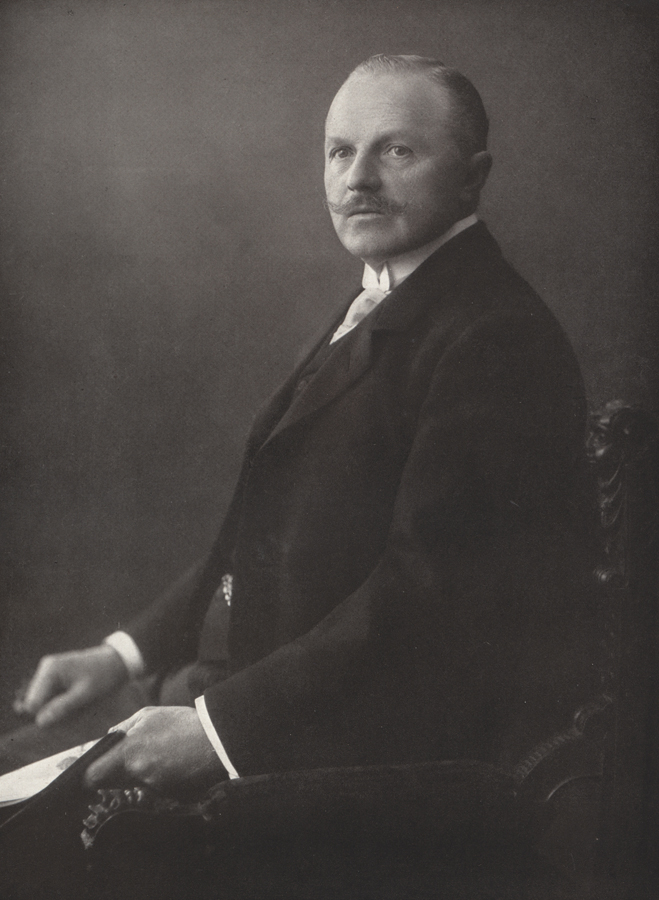
Florian Kupferberg anno 1912

- Hugo und Florian gründeten eine Flaschenfabrik in Budenheim, die bis in die 1990er Jahre die umliegenden Sektkellereien (Söhnlein, Henkell und natürlich Kupferberg) mit geeigneten Flaschen versorgte.
- 1890 trat Florian in die Geschäftsleitung der CAKupferberg ein.

Vier Jahre vor dem Tod des Firmengründers wurde die Kellerei in eine  Commandit-Gesellschaft auf Actien (KGaA) mit vinkulierten Namensaktien umgewandelt. Der alleinige Inhaber und Director war Christian Adalbert Kupferberg.
Seitdem leiteten Familienmitglieder wie Christian Adalbert Kupferberg Senior und Junior, Franz Kupferberg und Christian Andreas Kupferberg als persönlich haftende Gesellschafter die Geschicke der Sektkellerei.
Christian Adalbert Kupferbergs Grab befindet sich auf dem Mainzer Hauptfriedhof.